# Janet King
Janet King è una serie televisiva australiana del 2017.

## Episodi
| Stagione         | Episodi | Prima TV originale | Prima TV Italia |
| ---------------- | ------- | ------------------ | --------------- |
| Prima stagione   | 8       | 2014               |                 |
| Seconda stagione | 8       | 2016               |                 |
| Terza stagione   | 8       | 2017               |                 |